# Enver Shehu
Enver Shehu (né le 4 janvier 1934 à Tirana en Albanie et mort le 22 octobre 2009 dans la même ville) est un joueur de football international albanais, qui évoluait au poste d'attaquant, avant de devenir ensuite entraîneur.

## Biographie

### Carrière de joueur

#### Carrière en sélection
Il reçoit une sélection en équipe d'Albanie, le 15 septembre 1957, en amical contre la Chine (défaite 3-2 à Pékin).

## Palmarès
| 17 Nëntori Tirana - Championnat d'Albanie : - Vice-champion : 1959. - Meilleur buteur : 1959 (6 buts). - Coupe d'Albanie (1) : - Vainqueur : 1962-63. |  | KF Tirana - Championnat d'Albanie (6) : - Champion : 1964-65, 1965-66, 1967-68, 1981-82, 1984-85 et 1996-97. - Vice-champion : 1966-67, 1971-72, 1983-84 et 1997-98. - Coupe d'Albanie (3) : - Vainqueur : 1982-83, 1983-84, 1985-86. - Finaliste : 1981-82. |